# Jana Plamínková
Jana Plamínková (* 27. června 1959 Praha) je česká novinářka a politička, v letech 2014 až 2022 zastupitelka hlavního města Prahy, v letech 2014 až 2018 radní města a od června 2022 do února 2023 náměstkyně primátora, od listopadu 2006 starostka městské části Praha-Slivenec, bývalá předsedkyně pražské organizace STAN.

## Život
Vystudovala obor geologie na Přírodovědecké fakultě Univerzity Karlovy v Praze.
Po absolvování studia nejdříve pracovala na fakultě, v letech 1986 až 1987 pobývala na stáži v Číně. Později byla redaktorkou časopisu Věda a technika mládeži a šéfredaktorkou časopisů Planeta, Ekojournal a Zpravodaj Ministerstva životního prostředí.
Několik let také spolupracovala s organizací Liga Ekologických Alternativ, v tuto dobu napsala knihu Slabikář ekologického bydlení, a s internetovým portálem TZB-info (portál pro stavebnictví, technická zařízení budov a úspory energií). Publikovala články o přírodě, životním prostředí, úsporách energie, alternativních zdrojích energie, ale rovněž o cestování (např. v časopise Lidé a země) a životním stylu (např. v časopisech Puls, Domov či Katka).

## Politické působení
Je předsedkyní Krajského výboru STAN v hlavním městě Praze a členkou Celostátního výboru STAN. Na IX. republikovém sněmu STAN v Praze dne 25. března 2017 byla zvolena členkou předsednictva hnutí.
Do politiky vstoupila, když byla v komunálních volbách v roce 1998 zvolena jako nestraník za ODS do Zastupitelstva městské části Praha-Slivenec. Mandát zastupitelky městské části obhájila i v komunálních volbách v roce 2002 (opět jako nestraník za ODS). Ve volbách v roce 2006 kandidovala z pozice nestraníka jako lídryně subjektu „Změna pro Slivenec a Holyni“. Uspěla a v listopadu 2006 byla zvolena starostkou městské části Praha-Slivenec. V komunálních volbách v roce 2010 pak nejprve obhájila mandát zastupitelky městské části (kandidovala z pozice nestraníka jako lídryně hnutí Starostové a nezávislí a v listopadu 2010 byla po druhé zvolena starostkou.
V komunálních volbách v roce 2014 byla zvolena jako členka STAN za „Trojkoalici“ (SZ, KDU-ČSL a STAN) do Zastupitelstva hlavního města Prahy. Zároveň obhájila post zastupitelky městské části Praha-Slivenec, když jako lídryně vedla kandidátku STAN. Dne 3. listopadu 2014 byla zvolena pro třetí funkční období starostkou městské části Praha-Slivenec a dne 26. listopadu 2014 byla zvolena radní hlavního města Prahy.
V komunálních volbách v roce 2018 obhájila mandát zastupitelky hlavního města Prahy, když kandidovala jako členka hnutí STAN na 8. místě kandidátky subjektu "TOP 09 a Starostové (STAN) ve spolupráci s KDU-ČSL, LES a Demokraty Jana Kasla -"Spojené síly pro Prahu"". Obhájila také post zastupitelky městské části Praha-Slivenec, kde byla lídryní kandidátky hnutí STAN. V listopadu 2018 však skončila ve funkci radní hlavního města, i nadále ale zůstala starostkou městské části Praha-Slivenec.
Po rezignaci Petra Hlubučka v polovině června 2022 na funkce radního města a náměstka primátora ho v těchto funkcích nahradila až do voleb v září 2022. Ve volbách do Zastupitelstva hlavního města Prahy pak již sama nekandidovala. Nicméně byla zvolena zastupitelkou městské části Praha-Slivenec, a to z pozice členky a lídryně kandidátky hnutí STAN.